# Штолль, Тереза
Тереза Штолль (нем. Theresa Stoll; род. 21 ноября 1995, Мюнхен) — немецкая дзюдоистка, бронзовый призёр чемпионата мира 2021 года, призёр чемпионатов Европы.

## Биография
Тереза Штолль борется в весовой категории до 57 килограммов.
В 2016 году на чемпионате Европы в Казани, в составе сборной Германии, она завоевала бронзовую медаль в командном турнире. Через год на аналогичном чемпионате в Варшаве повторила свой успех с командой Германией, и в личных соревнованиях в весовой категории до 57 килограммов завоевала серебряную награду, уступив в финале спортсменке из Франции Присцилле Ньето.
На взрослом чемпионате Европы 2018 года, который проходил в Тель-Авиве она вновь вышла в финал в весовой категории до 57 килограммов и уступила спортсменке из Косово Норе Гяковой.
В 2020 году на континентальном чемпионате, который состоялся в Чехии, в Праге, немецкая дзюдоистка завоевала бронзовую медаль, победив в схватке за третье место сербскую спортсменку Марику Перишич.
На чемпионате мира 2021 года, который проходил в Венгрии в Будапеште, в июне, Тереза завоевала бронзовую медаль в весовой категории до 52 кг, победив в схватке за третье место канадскую спортсменку, чемпионку мира Кристу Дегучи. 